# Le Dépanneur olympique
Le Dépanneur olympique est une série télévisée humoristique québécoise en 30 épisodes de 25 minutes scénarisé par Pierre Charbonneau, Louise Roy et Francine Ruel, diffusé entre le 8 septembre 1989 et le 20 avril 1990 sur le réseau TVA.

## Synopsis
« Le Dépanneur olympique » raconte diverses intrigues qui se déroulent dans un dépanneur situé près du stade Olympique de Montréal.

## Fiche technique
- Scénarisation : Pierre Charbonneau, Louise Roy, Francine Ruel, Denise Filiatrault et Jean-Pierre Liccioni
- Réalisation : Michel Bériault, Pierre Savard et Jean-Louis Sueur
- Société de production : Productions SDA

## Distribution
- Jean-Pierre Chartrand : Léonce Deschambault
- Adèle Reinhardt : Nycol Tanguay-Deschambault
- Patrick Labbé : Philippe-Emmanuel Deschambault
- Lucie Laurier : Marie-Aube Deschambault
- Sylvie Potvin : Paulette Ménard
- Paul Berval : Donat Généreux
- Olivette Thibault : Flore Généreux
- Joël Legendre : Régis Ménard
- Jacques Girard : Simon
- Larry Michel Demers : Gédéon Drouin
- Élizabeth Chouvalidzé : Imelda Tanguay-Poupart
- Roberto Medile : Giovanni Angellico
- Nathalie Gadouas : Martine
- Arlette Sanders : Mme Dupont
- Élyse Marquis : Chantal
- Jean Marchand : expert en productivité
- Emmanuel Charest : Lulu
- Grégoriane Minot-Payeur : Lilo